# Saviem SC10
Il Saviem SC10 è un autobus francese prodotto dal 1965 al 1989.

## Progetto

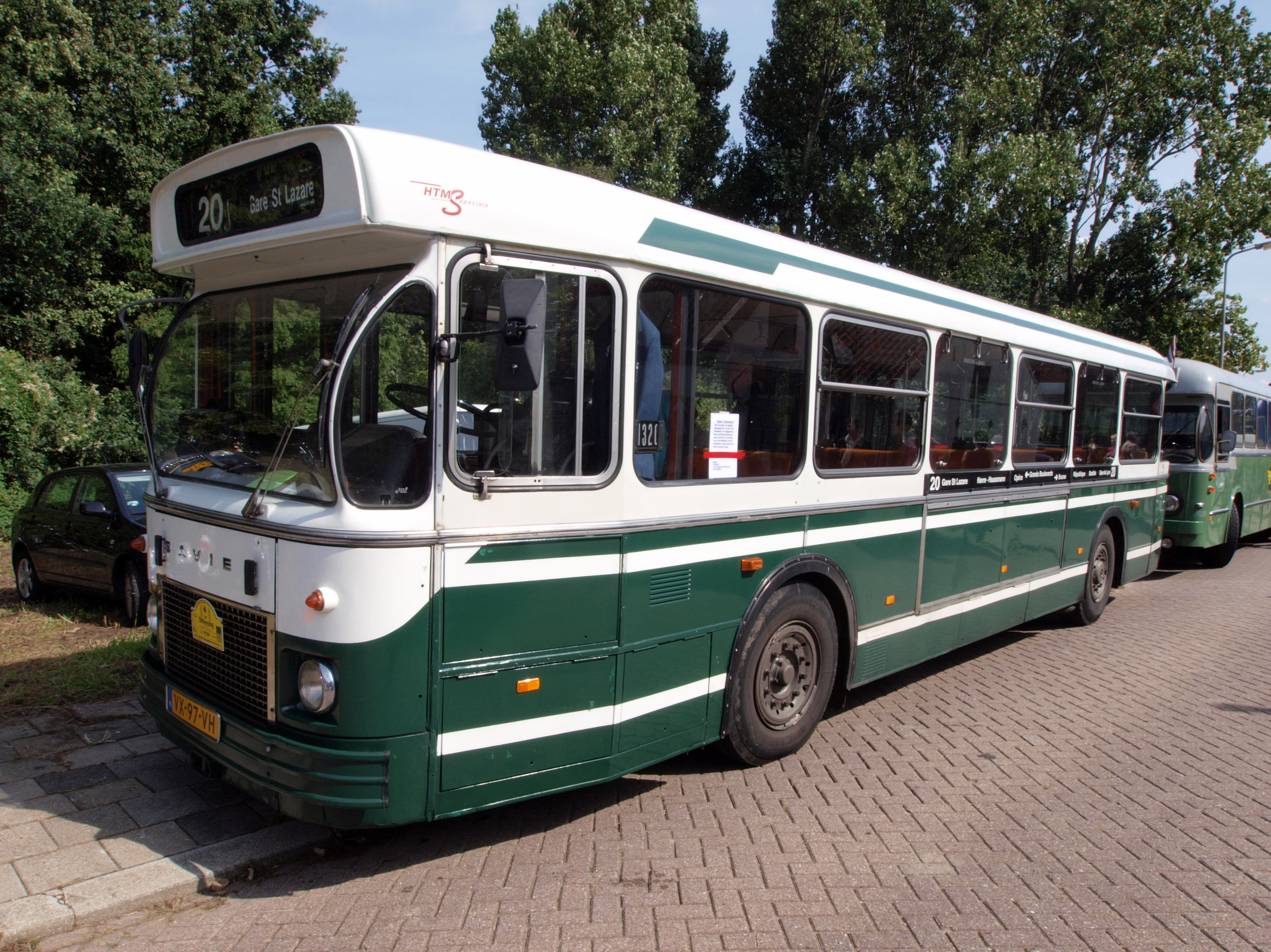
Saviem SC10 in servizio a Parigi, ora preservato come mezzo storico

Nel 1958 la RATP (esercente del trasporto pubblico parigino) e la UPTUR (unione delle aziende di trasporto) avviarono un progetto per la realizzazione di un autobus urbano "standard", che riuscisse a soddisfare i requisiti richiesti dagli operatori: pianale basso, larghezza degli accessi e costi di manutenzione non elevati.
La Saviem preparò un prototipo che venne testato sulla rete parigina nel 1961; per il 1963 venne allestita la presentazione internazionale a Vienna.
L'SC10 entrò in produzione di serie nel 1965; negli anni seguirono alcuni aggiornamenti minori fino al 1977, quando Saviem e Berliet confluirono in Renault Vehicules Industriels; la produzione del modello continuò come Renault SC10. Nel 1981 venne presentata la versione SC10-R, dall'estetica più moderna e priva di curve. Venne migliorato il comfort di bordo e sostituite le luci posteriori.

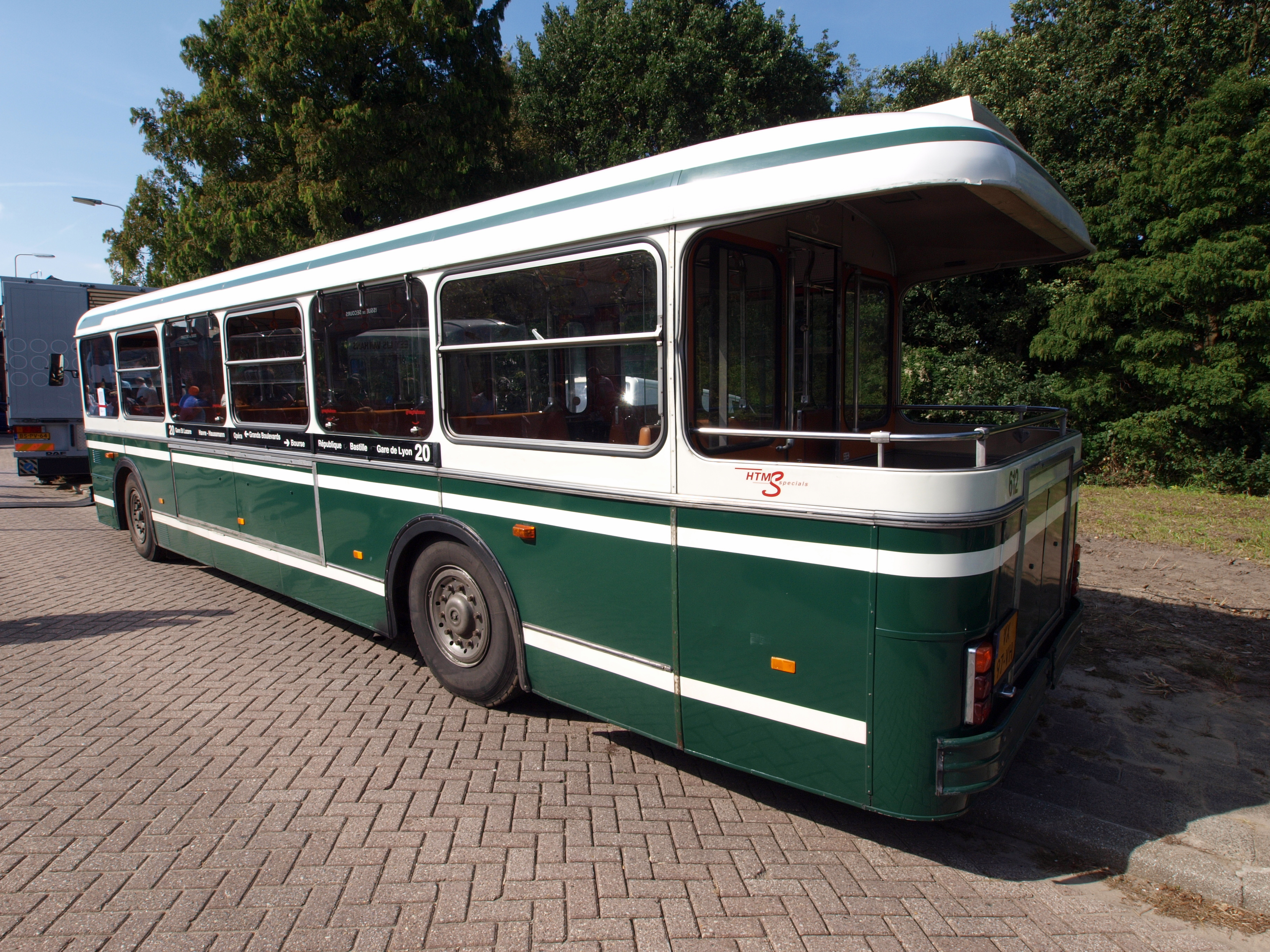
Il classico "balcone" tipico degli SC10 parigini

## Tecnica
Inizialmente il Saviem avrebbe dovuto essere equipaggiato con un motore Fulgur; tuttavia, poco prima della messa in produzione, questo motore venne sostituito con il più prestante MAN D 0836 HM 8V da 7.034 cm3, erogante 150 cavalli. Successivamente divenne disponibile anche il MAN D 0846 HM 82 U da 7.258 cm3, erogante 165 cavalli.
Come già accennato, fu uno dei primi autobus su cui vennero introdotti i primi studi volti all'abbassamento del pianale di calpestio, che qui era a soli 60 cm dal piano stradale.

## Caratteristiche
Di seguito le caratteristiche del Saviem SC10:
- Lunghezza: 11 metri
- Allestimento: Urbano
- Alimentazione: Gasolio
- Porte: 2 o 3 a libro

## Diffusione
Il Saviem SC10 ebbe una grandissima diffusione in patria, con la quasi totalità degli esemplari acquistata da operatori francesi. Le uniche aziende estere ad acquistare autobus di questo modello furono la ASM Brescia (poi BresciaTrasporti) che nel 1975 ne acquistò 15 esemplari e la COTRAN di Ancona (oggi Conerobus) che li impiegò sul percorso litoraneo tra il capoluogo marchigiano e la città di Falconara Marittima al posto della dismessa filovia.
In seguito alla radiazione per anzianità di servizio, molti esemplari sono stati ceduti in paesi in via di sviluppo. Sono pertanto giunti in paesi come la Romania, Russia, Cambogia e le ex colonie francesi.